# Station Brimeux
Station Brimeux is een spoorwegstation in de Franse gemeente Brimeux.